# Joe Mattock
Joseph William „Joe“ Mattock (* 15. Mai 1990 in Leicester) ist ein englischer Fußballspieler, der seit Sommer 2015 bei Rotherham United unter Vertrag steht.

## Karriere

### Leicester City
Im Jahr 2004 spielte er das erste Mal für Leicester City in der Jugendmannschaft. In der U-18 wurde er regelmäßig eingesetzt und spielte dort mit Spielern wie Ashley Chambers, Max Gradel, Andy King und Eric Odhiambo zusammen. In der Saison 2006/07 gewann er mit diesen die Premier Academy League, wo man im Elfmeterschießen 4:3 gegen den AFC Sunderland gewann. Daraufhin wurde er als "Jugendspieler der Saison" ausgezeichnet.
Am 14. April 2007 bestritt er bei der 1:2-Heimniederlage gegen Norwich City sein Profidebüt, als er in der 78. Minute für Gareth McAuley eingewechselt wurde. Er bekam das Trikot mit der Rückennummer 30. Ein Jahr zuvor trug diese Nummer ebenfalls ein Nachwuchstalent, nämlich James Wesolowski. Nach Einsätzen gegen Birmingham City, Preston North End und FC Barnsley war die Saison vorbei und Mattock konnte in seinem ersten Profijahr vier Ligaspiele für sich verbuchen.
Während der Saison 2007/08, am 9. November 2007 unterzeichnete er einen neuen Dreijahresvertrag bei Leicester City. Am 14. Januar 2008 lehnte sein Verein ein Angebot eines zunächst unbekannten Premier-League-Klub für ihn ab. Es stellte sich heraus, dass das Angebot von West Ham United stammte. Nach Leicester Abstieg am Ende der Saison bekundete Aston Villa Interesse an ihn und seinem Teamkameraden Richard Stearman. Während Stearman im Sommertransferfenster zu den Wolverhampton Wanderers wechselte, blieb Mattock seinem Verein ein weiteres Jahr treu. Eigentlich wollte er schon im Sommer wechseln, allerdings gab es zu dem Zeitpunkt keines interessierten Vereine.
Am 12. August 2008 verletzte er sich beim League-Cup-Spiel gegen Stockport County am linken Knöchel. Glücklicherweise war dieser nicht gebrochen, so fehlte er nur einige Wochen. Am 28. August, also drei Tage vor Ende des Transferfenster lehnte Leicester zwei Angebote in siebenstelliger Höhe für Mattock ab. Am 28. November bekam er in Nottingham den "BBC East Midlands Football Achievement Award". Am 19. Januar 2009 erzielte er sein erstes und einziges Ligaspieltor für Leicester beim 2:0-Sieg über Yeovil Town. Leicester City beendete die Saison 2008/09 auf dem ersten Tabellenplatz und gewann somit die Football League One und stieg wieder auf.

### West Bromwich Albion
Am 6. August, während Mattock sich auf Länderspielreise befand, wurde er von seinem Agenten informiert, dass West Bromwich Albion an ihm hätte. Daraufhin bat er Präsident Milan Mandarić um eine Freigabe, was Trainer Nigel Pearson überhaupt nicht gefiel.
Vier Tage später wechselte er für eine Ablösesumme von einer Million Pfund Sterling und unterschrieb einen Vierjahresvertrag. Weitere zwei Tage später bestritt er beim 2:0-Sieg im League Cup gegen den FC Bury sein erstes Spiel im Trikot der Baggies.
Da viele Leicester deswegen sehr verärgert waren, wurde er im November bei seiner Rückkehr ins Walkers Stadium lautstark ausgepfiffen.
Im Januar 2011 wurde er bis zum Ende der Saison an Sheffield United verliehen, wo er ein paar Tage später gegen Coventry City sein erstes Spiel bestritt.

### Nationalmannschaft
Mattock gehörte dem U-19-Kader an, der an der U-19-Fußball-Europameisterschaft 2008 teilnahm. In der englischen U-21-Nationalelf spielte er in der Qualifikation zur Europameisterschaft 2009, sein Debüt gab er beim 2:0-Erfolg über die bulgarische U-21-Nationalmannschaft. Beim Finalturnier nahm er aber nicht teil, da er sich für das Auftreten mit dem U-19-Team entschied, mit dem er Vize-Europameister wurde. In der Gruppenphase des Turniers schoss er sein erstes Tor auf internationaler Ebene.

## Sonstiges
Am 2. September 2009 wurde wegen eines tätlichen Angriffs auf vier Personen angeklagt.

## Titel und Auszeichnungen
- Premier Academy League: 2006/07
- Football League One: 2008/09
- Leicester-City-Akademiespieler der Saison 2007
- BBC East Midlands Football Achievement Award: 2008